# Chloridolum coeruleipennis
Chloridolum coeruleipennis là một loài bọ cánh cứng trong họ Cerambycidae.